# Suat
Suat ist ein türkischer männlicher und weiblicher Vorname arabischer Herkunft mit der Bedeutung „glücklich“. In Albanien ist Suat ein männlicher Vorname.

## Namensträger
- Suat Arslanboğa (* 1978), türkischer Fußballschiedsrichter
- Suat Atalık (* 1964), türkischer Schachmeister
- Suat Kaya (* 1967), türkischer Fußballspieler und -trainer
- Suat Kılıç (* 1972), türkischer Jurist, Journalist und Politiker
- Suat Mamat (1930–2016), türkischer Fußballspieler und -trainer
- Ahmet Suat Özyazıcı (1936–2023), türkischer Fußballspieler und -trainer
- Suat Serdar (* 1997), deutsch-türkischer Fußballspieler
- Suat Suna (* 1975), türkischer Musiker
- Suat Türker (1976–2023), deutscher Fußballspieler
- Suat Hayri Ürgüplü (1903–1981), türkischer Politiker
- Suat Yalaz (1932–2020), türkischer Comicautor und -zeichner, Karikaturist, Drehbuchautor und Regisseur

## Sonstiges
- Suat (Fluss), Zufluss des Mae Nam Yom in Thailand